# Shandong Airlines
Shandong Arlines é uma empresa aérea fundada em 1994, da China.

## Frota

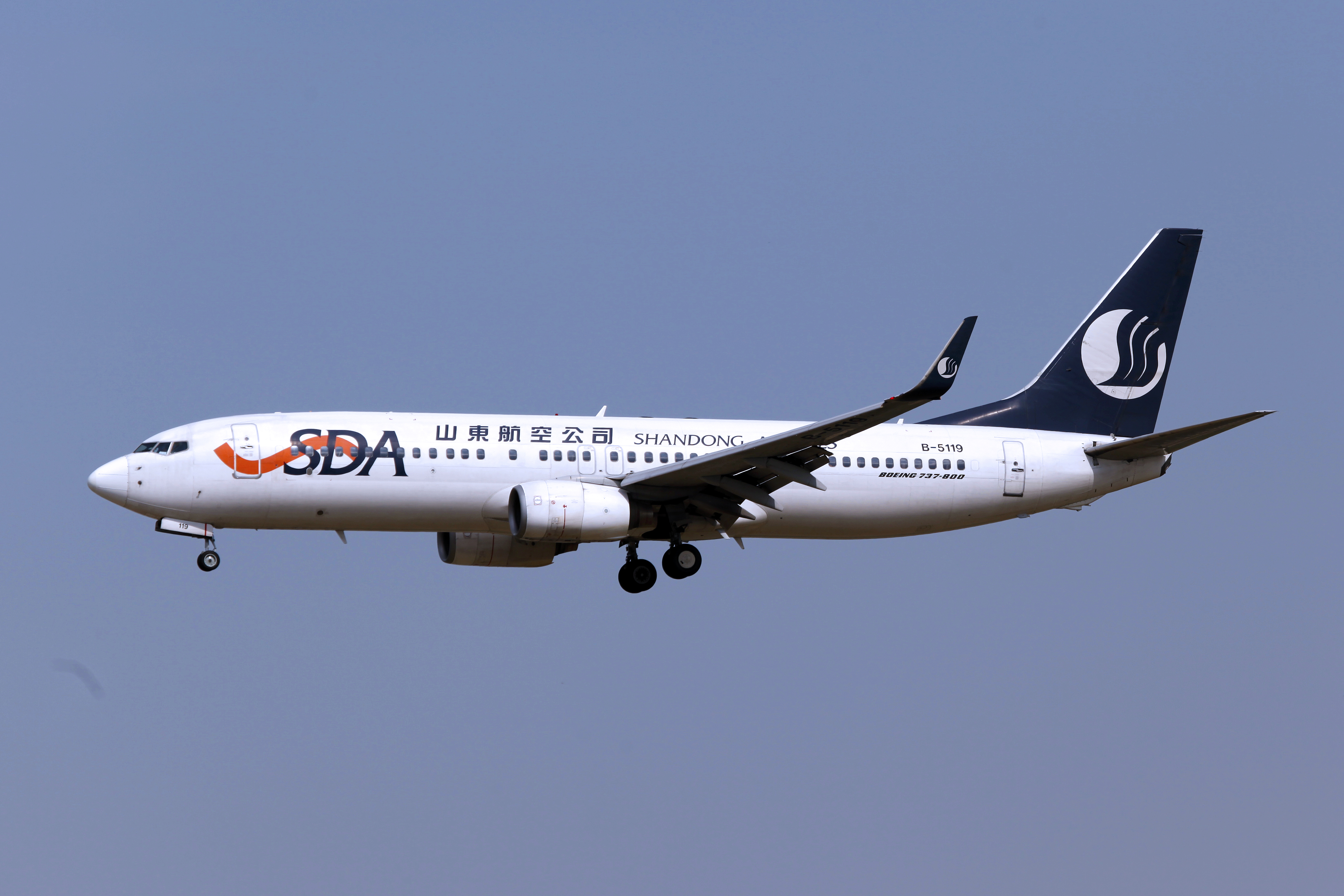
Boeing 737-800 da Shandong Airlines.

Em agosto de 2016.
- 3 Boeing 737-700
- 93 Boeing 737-800
- 2 Bombardier CRJ-700ER